# Alburnoides oblongus
Alburnoides oblongus — риба родини ялецеві роду бистрянка (Alburnoides). Поширена у центральній Азії у басейні Сирдар'ї. Прісноводна бентопелагічна риба, до 14,2 см довжиною.